# عنف الشريك الحميم
.
كان الاقتباس السابق من مقابلة مع امرأة تعرضت للعنف الأسري سابقًا، ولم تعد فظائع العنف الأسري من الأسرار كما في السابق، بل أصبحت الآن معروفة بشكل جيد، ويتناولها الإعلام بانتظام، ولا شك أن معظمنا قد شاهد العديد من الأفلام عن العنف الأسري، أو شاهد حلقة من مسلسله الدرامي المفضل تعاملت مع القضية، أو شاهد مناقشات جادة حول العنف الأسري في البرامج الحوارية، أو بشكل عام في المجلات والجرائد اليومية، لكن هل قضية العنف الأسري، وخصوصًا عنف الشريك الحميم قضية غير معتادة الحدوث في المجتمع، واكتسبت شعبيتها بسبب الإعلام فقط، أم أننا أمام مشكلة حقيقية، تحث بشكل يومي في العلاقات الحميمة؟
يتراوح عدد النساء اللاتي يتعرضن للعنف من قِبل شركائهن في الولايات المتحدة الأمريكية مابين مليونين إلى ستة ملايين سنويًا، وبلغت نسبة النساء اللاتي قًدمن إلى الطوارئ بسبب جروح متعلقة بالعنف الأسري مابين 25% إلى 30%، وأكثر من 1000 امرأة في عام 2004 قُتلت على يد زوجها أو خليلها.
يتضح من الإحصائيات البسيطة السابقة أن المشكلة حقيقية، ومعتاد حدوثها داخل العلاقات الحميمة، وهي قضية اجتماعية إلى أبعد مدى، ويجب التعامل معها بجدية، لكن الإحصائيات السابقة لا توضح فقط حدة العنف، وإنما تسبب مناقشات عديدة حول الأبحاث التي تُجرى حول عنف الشريك الحميم، وسنخص مناقشتين بالذكر، وأولى المناقشتين هي العلاقة بين عنف الشريك الحميم والجنسانية أو الجندر حيث يمكن أن يسأل شخصًا ما: لماذا يتم تجاهل الضحايا من الرجال؟ يوجد العديد من الأدلة العلمية حسنة السمعة اجتماعيًا تقول أن المرأة تستخدم العنف تجاه الرجل والعكس صحيح.
ربما يكون الرد التقليدي على التحدي السابق أن الدراسات التي يعتمد عليها صاحب السؤال يشوبها العيب، ويوجد دراسات تتسم بمصداقية كبيرة توضح أن الرجال أكثر عرضة لارتكاب العنف، لكن مايكل بي. جونسون يذكر في كتابه عن عنف الشريك الحميم أن قبل الإجابة يجب أن نذكر وجود عدة أنواع من العنف، ويقول أن دراساته حول العنف في العلاقات المتغايرة جنسيًا أظهرت أن الرجال يرتكبون العنف أكثر من النساء، وهو ما يطلق عليه  جونسون الإرهاب الحميم.
كانت المناقشة الثانية حول الأبحاث التي يشهدها عنف الشريك الحميم هي عدد النساء اللاتي تعرضن إلى العنف حيث يمكن أن يقول ناقدًا ما: هل يمكن أن تكون الإحصائيات أكثر دقة؟ هل عدد من يتعرضن للعنف سنويًا مليونين أم ستة ملايين؟
تأتي الإجابة مرة أخرى من كتاب مايكل بي. جونسون حيث يقول أن الأرقام تعتمد على نوع عنف الشريك الحميم الذي نتحدث عنه، على سبيل المثال نذكر ستة ملايين عندما نتحدث عن العنف الظرفي بين الأزواج، لكن لا يعرف الكثيرون ما هو العنف الظرفي بين الأزواج، أو مدى الاختلاف بينه وبين الإرهاب الحميم.

## مقدمة تعريفية

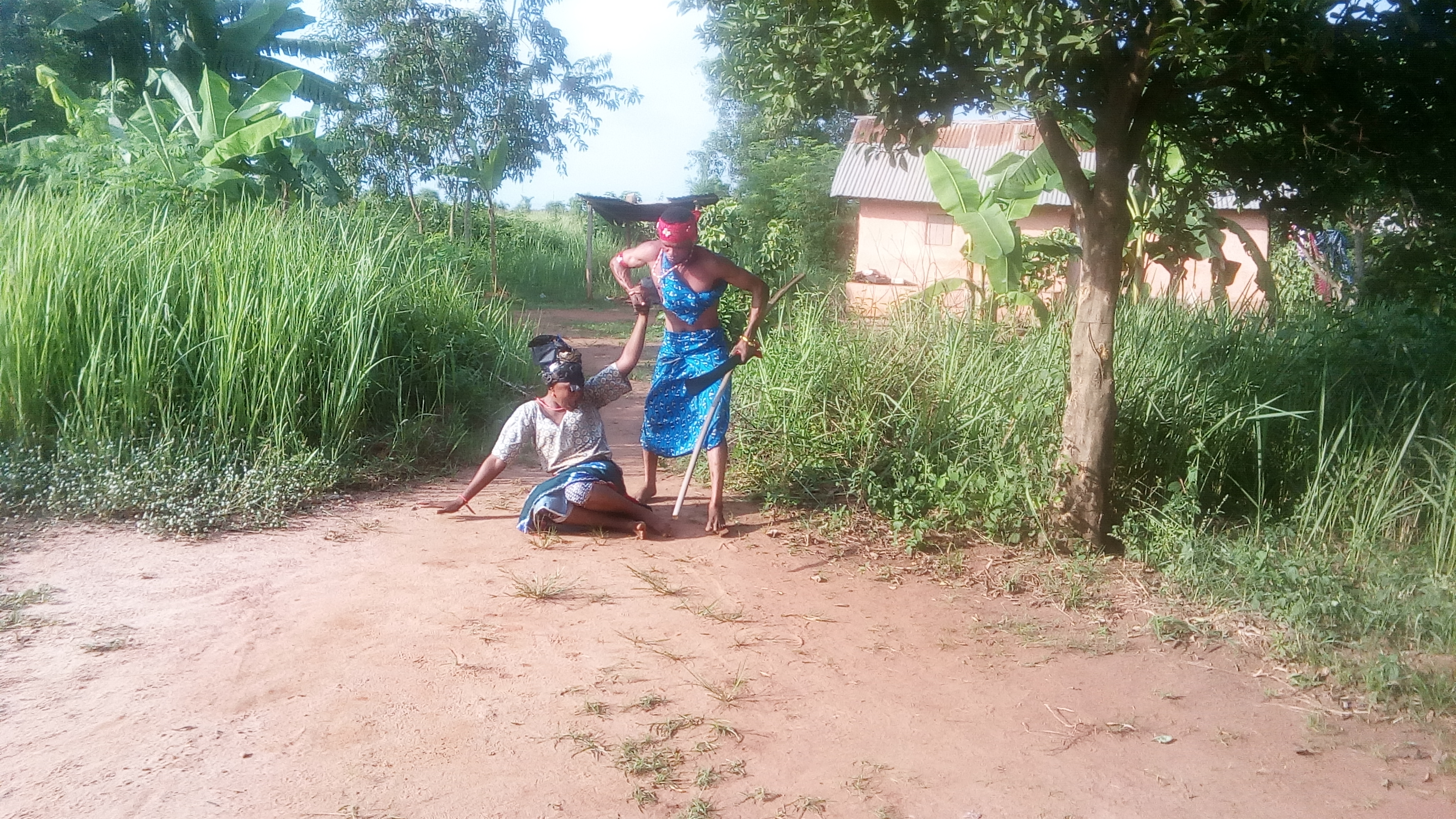
اعتداء جسدي على امرأة في بنين

عنف الشريك الحميم هو عنف أسري يحدث من الزوج أو الشريك سواء كان حاليًا أو سابقًا خلال العلاقة الحميمية ضد الزوج أو الشريك االآخر في تلك العلاقة. هذا العنف الأسري يكون له أشكال مختلفة منها اعتداء جسدي ولفظي ونفسي واقتصادي وعنف جنسي. وطبقاً لمنظمة الصحة العالمية فإن العنف الأسري هو«أي سلوك يحدث في العلاقة الحميمية والذي يسبب أذي جسمياً ونفسياً أو جنسياً  إلى الشريك الذي يكون في تلك العلاقة والتي يمكن أن تشمل عدوان جسدي أو إكراه جنسي أو إذاء نفسي أو أي نوع من السيطرة على سلوكيات الشريك الآخر»
ويمكن اعتبار أن أكثر أنواع العنف تكمن في الضرب أو إجبار العلاقة الحميمية أو الإجبار والعنف للسيطرة أو ببساطة السيطرة القسرية والتي يكون بها الشخص عنيف ومسيطر. في العموم يرتكب هذا العنف من قبل الرجال ضد المرأة وفي الغالب تتطلب تلك أنواع العنف إلى الحاجة إلى الخدمات الطبية أو مأوى للنساء لحمايتهم. لذلك يعتبر مقاومة العنف الحميمي هو شكل من أشكال الدفاع عن النفس ويمكن أن يصل هذا الدفاع عن النفس الي نوع من المقاومة العنيفة والذي في العادة يكون من قبل النساء. تؤكد الدراسات على أن العنف الأسري ضد الرجل يشير أن الرجل أقل إبلاغًا عن العنف الأسري الذي ترتكبه الشريكة والتي تكون الانثي.

النساء التي تعرضت إلى عنف الشريك الحميم في عام 2016

إن أكثر أشكال العنف الأسري الشائع ولكن أقل ضرر هو الصياح أو الجدال السلبي والعنيف  والذي يقوم به الجنسين على قدر المساواة وغالباً يحدث مع الأزواج الصغار الذين يكونون من المراهقين أو أولئك الذين في سن الكلية. الشكل الأخير من العنف الأسري والذي يقوم  به الطرفين في العلاقة وهو الاشتباك الغرض به السيطرة والذي يتطلب استخدام السلوك العنيف من قبل الطرفين والذي يسمى «السيطرة العنيفة المتبادلة».
تُظهر دراسات في التسعينيات أن الرجال والنساء يمكن أن يكونوا معتديين أو ضحايا للعنف الأسري، وتميل النساء إلى استخدام العنف في حالات الانتقام أو الدفاع عن النفس، وتميل إلى استخدام العنف بشكل أقل حدة عن الرجال الذين هم أكثر عرضة لارتكاب العنف ضد شركائهم بشكل طويل الأمد، وأفادت دراسة أجريت عام 2010 أن نسبة بلغت 35 % من الإناث في سن 15 سنة فيما فوق تعرضن إلى العنف البدني أو الجنسي من جانب الشريك الحميم.
في الجدول التالي تقرير منظمة الصحة العالمية الصادر في عام 2013 عن نسبة النساء اللاتي تعرضن إلى الإيذاء الجسدي والجنسي من شركائهن خلال حياتهن حسب المناطق المختلفة:
| المنطقة           | النسبة |
| أفريقيا           | 36.6%  |
| البحر المتوسط     | 37%    |
| أوروبا            | 25.4%  |
| جنوب شرق آسيا     | 37.7%  |
| الأمريكتين        | 29.8%  |
| غرب المحيط الهادئ | 24.6%  |
| ----------------- | ------ |

ونشرت أيضًا منظمة الصحة العالمية النسب المئوية التي توضح مقدار العنف الجسدي، والعنف الجنسي ضد المرأة من قِبل شريك حميم في مناطق مختلفة من العالم كما هو موضح في الجدول التالي:
| المكان                | النساء اللاتي تعرضن إلى عنف جسدي (%) | النساء اللاتي تعرض إلى عنف جنسي (%) | النساء اللاتي تعرضن إلى عنف جسدي وجنسي (%) |
| مدينة بنجلادش         | 40                                   | 37                                  | 53                                         |
| إقليم بنجلادش         | 42                                   | 50                                  |                                            |
| مدينة البرازيل        | 27                                   | 10                                  | 29                                         |
| إقليم البرازيل        | 34                                   | 14                                  | 37                                         |
| إثيوبيا               | 49                                   | 59                                  | 71                                         |
| مدينة اليابان         | 13                                   | 6                                   | 15                                         |
| مدينة ناميبيا         | 31                                   | 16                                  | 36                                         |
| البيرو                | 61                                   | 47                                  | 69                                         |
| مدينة البيرو          | 49                                   | 23                                  | 51                                         |
| دولة ساموا            | 41                                   | 20                                  | 46                                         |
| مدينة صربيا ومنتينجرو | 23                                   | 6                                   | 24                                         |
| مدينة تنزانيا         | 33                                   | 23                                  | 41                                         |
| إقليم تنزانيا         | 47                                   | 31                                  | 56                                         |
| مدينة تايلاند         | 23                                   | 30                                  | 41                                         |
| إقليم تايلاند         | 34                                   | 29                                  | 47                                         |
| --------------------- | ------------------------------------ | ----------------------------------- | ------------------------------------------ |

### عنف الشريك الحميم والعنف الأسري
يستخم عادة مصطلح العنف الأسري في بلدان عديدة للإشارة إلى عنف الشريك الحميم، ولكن مصطلح العنف الأسري يشمل نطاق أوسع من العلاقات الحميمة حيث يضم  العنف ضد الأطفال، أو كبار السن، أو أي عنف يمارس ضد أحد افراد الأسرة، وبشكل عام يمكن القول أن عنف الشريك الحميم أحد أنواع العنف الأسري، ويمكن أن نقول أنه النوع الأكثر أهمية بسبب آثاره على كل أفراد الأسرة.

## التقديرات

### أدوات الفحص
على الرغم أن أدوات الفحص في حالات عنف الشريك الحميم لا تزال موضع جدل وخلاف؛ إلّا أن العديد من المنظمات الصحية الرئيسسية المتخصصة توصي بها، وعلى الجانب الآخر تحذر فرقة الخدمات الوقائية الأمريكية أنه لا يوجد دليل كافي يدعم أدوات الفحص أو يرفضها.
يوجد الكثير من أدوات الفحص الخاصة بعنف الشريك الحميم، وسنكتفي بذكر الأدوات الأربعة الأكثر أهمية واستخدامًا:
- «مقياس الأذى والإهانة والتهديد والصراخ – HITS»

أداة الأذى والإهانة والتهديد والصراخ هي مقياس مكون من أربع عناصر يُقَيَّم فيه كل عنصر على مقياس مؤلف من خمس نقاط، وطورت الأداة واختُبرت في البداية بين أطباء الأسر ومكاتب الممارسات العائلية، ومنذ ذلك الحين قُيمت الأداة في حالات العيادات الخارجية المختلفة، وبصفة عامة وُجد أن حساسية المقياس بين الرجال أقل من حساسيته بين النساء.
- «أداة فحص إساءة معاملة المرأة – WAST»

أداة فحص إساءة معاملة المرأة هي مقياس مكون من تسعة عناصر، ويوجد شكل مصغر منه يحتوى على أول عنصرين فقط، وقد وُضع المقياس في الأساس من أجل أطباء الأسر، ولكن اُخْتُبِر في وقت لاحق في قسم الطواريء.
- «أداة فحص عنف الشريك – PVS»

أداة فحص عنف الشريك هي مقياس مكون من ثلاثة عناصر، كل عنصر يُفْحَص عن طريق الإجابة بنعم أو لا، مع ردود إيجابية تجاه أي سؤال يدل على سوء المعاملة، وقد طُورت كأداة مختصرة لقسم الطوارئ.
- «أداة فحص تقييم إساءة المعاملة – ASS»

أداة فحص تقييم إساءة المعاملة هي مقياس من خمسة عناصر، كل عنصر يتم تقييمه عن طريق الإجابة بنعم أو لا، مع ردود إيجابية تجاه أي سؤال يدل على سوء المعاملة، وأنشئ خصيصًا من أجل الكشف عن الاعتداء الذي يُرتكب ضد النساء الحوامل، وفي الغالب اُستخدم مع النساء الشابات من الفقراء.

### أداة البحث
يُعد مقياس وسائل الصراع هو الأداة الأكثر استخدامًا على نطاق واسع في البحوث التي تتعلق بالعنف الأسري، ويوجد نسختين من المقياس تم تطويرهما من النسخة الأصلية: الأولى هي نسخة موسعة ومعدلة من النسخة الأصلية، أما الثانية نسخة تخص المعاملات بين الوالدين والأطفال.

## الأنواع

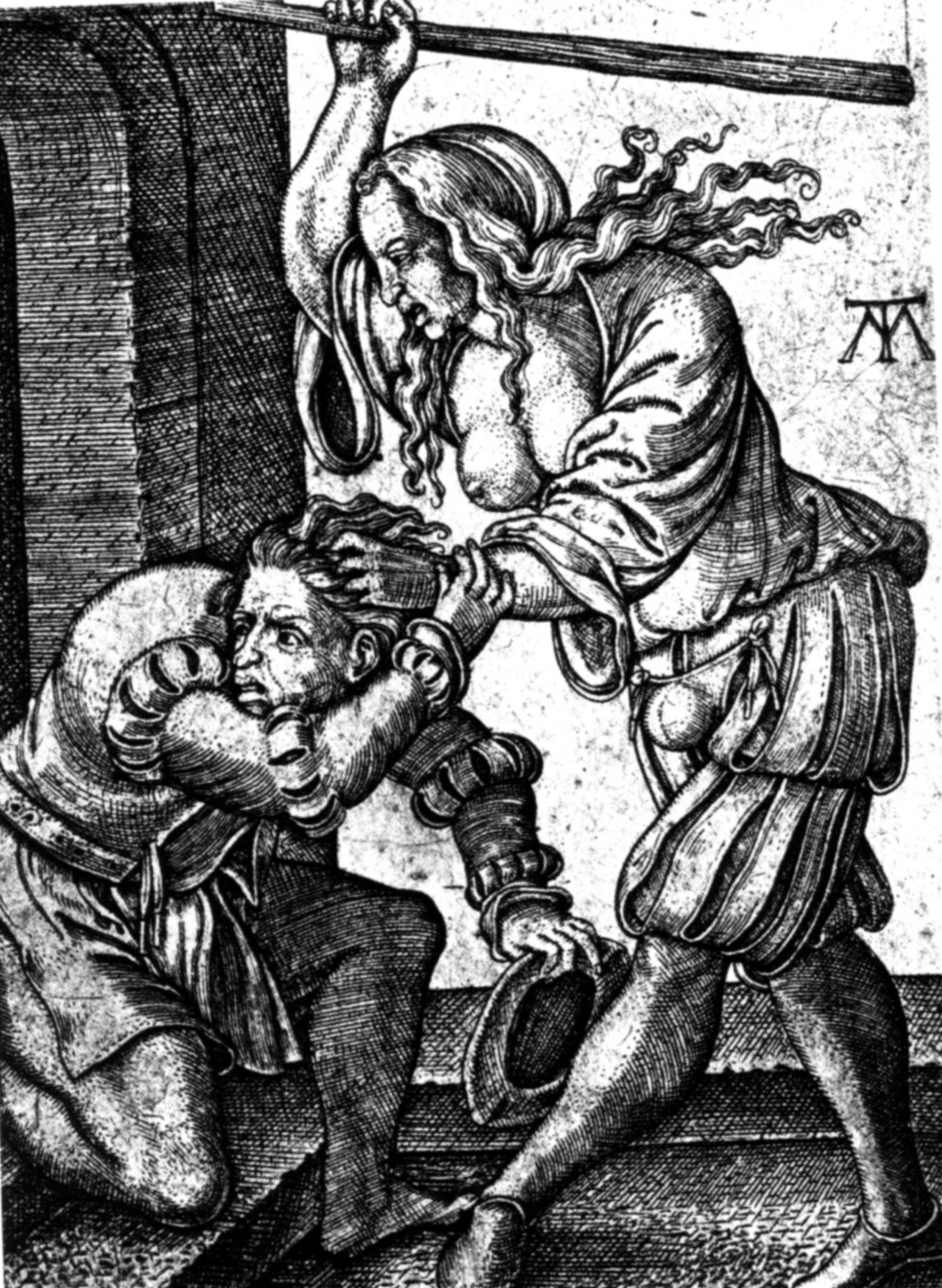
لوحة تصور ضر الزوجة لزوجها للفنان ألبريشت دورر

يوجد أربعة أنواع رئيسية من عنف الشريك الحميم أقر بها مايكل بي. جونسون في كتابه عن عنف الشريك الحميم، وُتعرف باسم تصنيف جونسون، وقد لاقى التصنيف دعمًا من البحوث والتقييمات اللاحقة، بالإضافة إلى الباحثين المستقلين، ويتم التمييز في التصنيف بين أنواع العنف، ودوافع الجناة، والسياق الثقافي والاجتماعي القائم على أنماط مأخوذة من حالات عديدة، ودوافع مختلفة للجناة.

### الإرهاب الحميم
يحدث الإرهاب الحميم عندما يستخدم أحد طرفي العلاقة الحميمة القوة والسيطرة القسرية ضد الطرف الآخر عن طريق استخدام وسائل عديدة مثل التهديدات، والتخويف، والعزلة، وفي الحالة التي نتحدث عنها عادة ما يتحكم الشريك، على الأغلب الرجل، في كل جانب من جوانب الضحية التي تكون بشكل كبير حياة المرأة، ويذكر جونسون أن في عام 2001 نسبة بلغت 97 % من مرتكبي الإرهاب الحميم كانوا من الرجال، وتشير الدراسات عمومًا إلى أن النساء عادة ما يقعن ضحايا للإرهاب الحميم، إلّا أن  بعض الدراسات التي استخدمت تصنيف جونسون تقول أن مرتكبي الإرهاب الحميم عادة ما يكونوا نساءًا أو أشخاصًا لا يخضعون إلى تصنيف جنساني.
ينطوي عنف الإرهاب الحميم على سيطرة جنسية وسادية، وانتهاك اقتصادي وجسدي وعاطفي ونفسي، ومن المرجح أن تزداد حدة الإرهاب الحميم مع الزمن، لكن لا يميل العنف إلى أن يكون تبادليًا بين طرفي العلاقة بمعنى أن مرتكب العنف مع مرور الوقت لا يمكن أن يكون ضحية، وعلى الأرجح يتضمن الإرهاب الحميم إصابات خطيرة، وكثيرًا ماتكون الضحايا اللاتي تعرضن إلى نوع واحد من الإيذاء عرضة إلى أنواع أخرى، ويزداد الأمر خطورة عند وقوع حوادث متكررة خاصة إذا كان الإيذاء يأخذ أشكالًا مختلفة، وعندئذ تكون آثار الإيذاء مزمنة على الضحايا؛ لأن آثار الإيذاء طويل الأمد تميل إلى أن تكون تراكمية، ويحتاج الناجون من الإرهاب الحميم إلى خدمات طبية وملاجئ آمنة؛ لأن هذا النوع من العنف هو النوع الأكثر تطرفًا.
تتضمن آثار الإرهاب الحميم الجسدي أو الجنسي أمراضًا نفسية وجسدية مثل الألم المزمن، ومشاكل  الجهاز الهضمي، وأمراض النساء، والاكتئاب، وتدني احترام الذات، والقلق، واضطراب ما بعد الصدمة، وربما يصل الأمر إلى تعاطي المخدرات والموت، وتشير دراسة أجريت عام  2014 على مخاطر الصحة العقلية الناتجة من الإرهاب الحميم أن 42% من النساء أبلغن عن أفكار انتحارية، ونسبة 31% أٌقدمن على الانتحار.
ينقسم مرتكبو الإرهاب الحميم إلى نوعين: الأول عنيف ومعادي للمجتمع بشكل عام، ويشمل الأشخاص الذين يمتلكون ميولًا عنيفة، أما النوع الثاني هو نوع غير مستقر عاطفيًا، وهم الأشخاص الذين يعتمدون بشكل عاطفي على علاقاتهم الحميمة، وغالبًا ما يُرتكب العنف من قبل الأشخاص ضد شركائهم كوسيلة من أجل السيطرة على الشريك حتى لو كان هذا النوع من العنف ليس الأكثر شيوعًا، ومن المرجح أن أكثر المعتدين تعرضوا إلى انتهاكات عندما كانوا أطفالًا.

### المقاومة العنيفة
ترتبط المقاومة العنيفة كليًا بالإرهاب الحميم حيث تُمثل شكلًا من أشكال الدفاع عن النفس، تقوم به الضحايا ضد شركائهم من مرتكبي عنف الإرهاب الحميم، ويتبين من العلاقات بين الإرهاب الحميم والمقاومة العنيفة أن 96% من مرتكبي المقاومة العنيفة نساء، لذلك ما الذي يمكن أن تفعله النساء عندما تتعرض إلى الإرهاب الحميم؟
في مرحلة ما، معظم النساء في العلاقات التي تشهد عنف الإرهاب الحميم تقمن بالدفاع عن أنفسهن باستخدام العنف الجسدي، ويكون الأمر بالنسبة لبعضهن مجرد رد فعل طبيعي على الاعتداء الواقع عليهن، ويحدث  الاعتداء بدون تفكير عند أول تعرض حقيقي للعنف، ويختلف الأمر قليلًا عند آخرين حيث لا يستخدمن المقاومة العنيفة من أول مرة، وينتظرن حتى يتيقن أن العنف لن يتوقف إلّا إذا أظهرن ردة فعل تجاه أي اعتداء يقع عليهن.
لا ينادي جونسون باستخدام هذا النمط من العنف للدفاع عن النفس؛ لأن حجم الاختلاف بين ردود أفعال النساء تجاه العنف يؤكد أن المقاومة العنيفة لن تساعد بشكل جيد، وربما تجعل الأمور أسوء، وهنا سيكون اللجوء إلى طرق أخرى من أجل التأقلم مع العنف  أفضل كثيرًا، لكن الأمر قد يصبح مختلفًا مع عدد بسيط من النساء حيث يكون الحل الأخير هو القتل.

### العنف الظرفي بين الزوجين
ربما يكون العنف الظرفي بين الزوجين هو النوع الأكثر انتشارًا من أنواع عنف الشريك الحميم الذي لا يحتوي على أي محاولة من قبل طرفي العلاقة لفرض السيطرة، ويحدث العنف الظرفي بطبيعة الحال بسبب الصراعات التي تنطوي عليها أي علاقة حميمة، ومن الممكن أن تتصاعد الصراعات إلى العنف، ويكون العنف صغيرًا مقارنة بأنواع العنف السابقة، وفي مرحلة ما في العلاقة تزول الصراعات عن طريق الاعتذار أو الطرق السلمية الأخرى، لكن من الممكن أن تصبح المشكلة مزمنة، ويتجه أحد طرفي العلاقة أو كلاهما إلى العنف بدرجاته المختلفة.
تتنوع الدوافع التي تقف خلف العنف الظرفي بين الزوجين: ربما يكون رد الفعل الجسدي الذي يستخدمه الشريك هي الطريقة الوحيدة التي يمكن التعبير بها عن الغضب، وربما يكون العنف طريقة من أجل لفت انتباه شريك لا يستمع، أو ربما ينطوي الأمر على محاولة سيطرة على العلاقة، أو ربما يلجأ إليه أحد طرفي العلاقة عندما يشعر أن مناقشة ما لن تكون في صالحه، ومن ثم يستخدم العنف من أجل الفوز فقط وتجنب خسارة المناقشة، وقد وجد جونسون أن حالات العنف الظرفي تُرتكب بنسبة 44% من قٍبل النساء، وباقي النسبة ينفرد بها الرجال، وتشير التقديرات إلى أن حوالي نصف الشركاء أو الأزواج يتعرضون إلى العنف الظرفي في علاقتهم.
يبدوالعنف الظرفي بين الزوجين في ظاهره مثل عنف الإرهاب الحميم، لذلك الحكم على نوع العنف يعتمد على القوة والسيطرة الديناميكية في العلاقة، وليس على  طبيعة السباب أو الاعتداء أو ما إلى ذلك حيث أن العنف الظرفي بين الزوجين هو العنف الذي لا يرتبط بأي محاولة يهدف منها أحد طرفي العلاقة إلى فرض السيطرة، ويمكن تمييز العنف الظرفي بين الزوجين كالتالي:
- الطريقة: سلوك عدواني معتدل مثل رمي الأشياء، ويمكن أن يكون أكثر عدوانية في حالات الصفع، والعض، وشد الشعر، والخدش.
- التكرار: أقل تكرارًا من عنف الشريك الحميم.
- الخطورة: نادرًا ما تتصاعد الأمور إلى حالات تشبه حالات عنف الإرهاب الحميم، ولا تشمل إصابات خطيرة تستدعي الذهاب إلى المستشفى.
- التبادلية: في العلاقة الحميمة، طرفي العلاقة على قدر المساواة عندما يتعلق الأمر بالعنف.
- النية: يحدث العنف الظرفي بسبب الغضب أو الإحباط، وليس كوسيلة لفرض السيطرة.

### السيطرة العنيفة المتبادلة
أخيرًا، وفي حالات نادرة، يتجه كلا الطرفين إلى العنف من أجل السيطرة، وكل طرف يتصرف على نحو كما لو كان في حالة عنف الإرهاب الحميم، إلّا أن في هذ الحالة يتبادل الزوجين الدور، وفي معظم حالات السيطرة العنيفة المتبادلة تكون بالأحرى نتاجًا من عنف الإرهاب الحميم والمقاومة العنيفة.
يقسم  مركز السيطرة على الأمراض العنف، بالإضافة إلى شرح جونسون حول الاختلافات بين أنوع العنف، إلى نوعين: عنف متبادل، وهو عنف يكون فيه كلا الشريكين عنيفًا، وعنف غير متبادل،  وهو عنف يكون فيه أحد الشريكين فقط عنيفًا والآخر ضحية، وينتمي العنف الظرفي بين الزوجين والسيطرة العنيفة المتبادلة إلى فئة العنف المتبادل، في حين أن عنف الإرهاب الحميم غير متبادل، أما المقاومة العنيفة تنتمي إلى العنف المتبادل عندما تكون ردة فعل على الإرهاب الحميم.

## أسباب عنف الشريك الحميم
يُعد النموذج البيئي هو النموذج الأكثر استخدامًا في فهم العنف، ويقترح النموذج أن العنف في الأساس يكون نتيجة عوامل تتفاعل معًا من خلال  أربع مستويات: مستوى فردي، ومستوى اجتماعي، ومستوى مجتمعي، ومستوى يعمل في حدود العلاقة.
بدأ الباحثون في فحص الأدلة على المستويات الأربعة السابقة في بيئات مختلفة من أجل فهم أكثر حول العوامل المرتبطة بالتفاوت والتباين الذي يحدث من منطقة لأخرى، ومع ذلك لاتزال بحوث مقيدة ومقصورة على التأثيرات الاجتماعية والمجتمعية.
تتحدد بعض عوامل العنف ياستمرار من خلال دراسات أجريت في دول مختلفة، بينما بعض العوامل تكون محددة السياق وتختلف داخل الدولة الواحدة مثل  اختلاف المدينة عن الإقليم، ومن المهم أيضًا ملاحظة أنه على المستوى الفردي ترتبط بعض العوامل بمرتكبي العنف، وبعض العوامل ترتبط بالضحايا.

### العوامل الفردية
بعض العومل الأكثر اتساقًا المرتبطة بكون الرجل هو الأكثر استخدامًا لعنف الشريك الحميم هي:
- الارتباط في عمر مبكر
- المستوي التعليمي المنخفض
- مشاهدة العنف أو التعرض له خلال الطفولة
- الاستخدام الضار للكحول والمخدرات
- اضطرابات الشخصية
- قبول العنف بمعنى رؤية الرجل أنه من المقبول والطبيعي أن يضرب شريكته[31]
- التاريخ السابق من الاعتداءات على الشريك

أما العوامل التي ترتبط بزيادة احتمالية معاناة المرأة من العنف من قِبل شريكها الحميم في مختلف المحيطات هي:
- المستودى التعليمي المتدني
- التعرض للعنف سابقًا من الوالدين
- الاعتداء الجسدي خلال مرحلة الطفولة

### العوامل على مستوى العلاقة
العوامل التالية هي عوامل مرتبطة بكل من كون النساء ضحايا، والرجال مرتكبي عنف:
- الصراع أو حالة عدم الرضا داخل العلاقة
- السيطرة الذكورية داخل الأسرة
- الضغوط الاقتصادية
- وجود علاقات متعددة للرجال
- التفاوت في التحصيل العلمي عندما تكون المرأة على قدر عال من التعليم

### العوامل الاجتماعية والمجتمعية
عبر الدراسات المتعددة على مدار السنوات وجد أن العوامل المجتمعية والاجتماعية التي تساهم في ارتكاب العنف هي:
- المعايير الاجتماعية الغير منصفة بين الجنسين مثل الارتباط بين مفاهيم الرجولة والهيمنة
- ضعف الوضع الاجتماعي والاقتصادي للمرأة
- العقوبات القانونية الضعيفة التي تفرض على مرتكبي عنف الشريك الحميم
- الافتقار إلى وجود الحقوق المدنية للمرأة مثل قوانين الطلاق التقييدية، وقوانين الزواج
- القبول الاجتماعي الواسع للعنف كوسيلة لحل الصراع

في العديد من البيئات، تؤدي المعتقدات الشائعة حول أدوار الجنسين إلى استمرار عنف الشريك الحميم مثل القول بأن الرجل له الحق في تأكيد سلطته، أو انه يمتلك الحق في تأديب شريكته بسبب قيامها بفعل خاطئ يراه هو، بالإضافة إلى اقتناع العديد من الرجال أن الجماع هو حق مشروع للرجل في أي وقت شاء، والأمر المفروض قسرًا على النساء بالتسامح مع الاعتداءات بحجة الحفاظ على الرباط الأسري وحماية الأطفال.

## آثار عنف الشريك الحميم
يؤثر عنف الشريك الحميم على اصحة الجسدية والعقلية للمرأة بشكل مباشر مثل الإصابات، أو بشكل غير مباشر مثل المشاكل الصحية المزمنة التي تنبع من الإجهاد لفترة طويلة، ومن ثم يُعد تاريخ التعرض للعنف عاملًا للإصابة بالعديد من الأمراض.
تشير الدراسات الحالية أن تأثير الاعتداء يمكن أن يستمر لفترة طويلة حتى بعد التوقف عن التعرض للعف، وكلما كان العنف أكثر حدة كلما كان تأثيره كبيرًا على الصحة الجسدية والعقلية للمرأة، ويكون التأثير تراكميًا مع مرور الزمن.

### الصحة الجسدية والإصابات
تشمل الأضرار الجسدية الناتجة عن عنف الشريك الحميم ما يلي: الكدمات، الندب، الخدوش، إصابات الصدر والبطن، كسور في العظام، وإصابات في الأسنان، أضرار في السمع والبصر، إصابات الرأس، محاولات الخنق، وإصابات الظهر والرقبة، وبالإضافة إلى الإصابات السابقة يوجد، وهي الأكثر شيوعًا، أمراض لا يكون لها سبب طبي محدد، أو من الصعب تشخيصها ويُشار إليها أحيانًا باسم الاضطرابات الوظيفية، وتشمل متلازمة القولون العصبي، الالتهاب العضلي الليفي، متلازمات الألم المختلفة، وتفاقم الربو، وتشير منظمة الصحة العالمية في دراسة أجريت على بلدان مختلفة في أنحاء العالم أن النساء اللاتي تعرضن للإيذاء الجسدي احتمالية تبليغهن عن مشاكل جسدية وعقلية ونفسية أكثر مرتين من غيرهن اللاتي لم يتعرضن إلى أي عنف حتى لو وقع العنف قبل سنوات.

### الانتحار والصحة العقلية
تشير الأدلة إلى أن النساء اللاتي تعرضن إلى عنف الشريك الحميم يعانين من مستويات عالية من الاكتئاب والقلق والرهاب بصورة أكبر من غيرهن، وفي دراسة عالمية أجرتها منظمة الصحة العالمية وُجد أن النساء اللاتي تعرضن إلى عنف جسدي أو جنسي يعانين من محن عاطفية، وأفكار انتحارية، وبالإضافة إلى ذلك يتم الربط بين عنف الشريك الحميم ومخاطر أخرى:
- تعاطي الكحول والمخدرات
- اضطرابات النوم والأكل
- هبوط النشاط البدني
- تدني احترام الذات
- السلوك الجنسي الغير آمن
- التدخين

### الصحة الجنسية والإنجابية
ربما يؤدي عنف الشريك الحميم إلى مجموعة من العواقب الوخيمة على الصحة الجنسية والإنجابية بالنسبة للنساء بما في ذلك الحمل غير المخطط، الحمل غير المرغوب، الإجهاض، الإجهاض غير الآمن، المراض المنقولة جنسيًا مثل فيروس نقص المناعة، التهابات الحوض، مضاعفات الحمل، التهابات المسالك البولية، والضعف الجنسي.
يؤثر عنف الشريك الحميم بطريقة مباشرة على الصحة الجنسية والإنجابية للمرأة مثل الأمراض المنقولة جنسيًا خلال الاتصال الجنسي القسري في العلاقة الحميمة، ويؤثر بطريقة غير مباشرة، على سبيل المثال يجعل عنف الشريك الحميم أمر التفاوض  بشأن استخدام حبوب منع الحمل، أو الواقي خلال العلاقة عملية صعبة.

### العنف خلال فترة الحمل
وجدت دراسات اجريت في مناطق مختلفة حول العالم أن مستويات كبيرة من الاعتداءات الجسدية حدثت داخل العلاقة الحميمة خلال فترة الحمل، كما أشارت دراسة في منظمة الصحة العالمية أن عنف الشريك الحميم خلال فترة الحمل يحظى بانتشار واسع، ويتراوح ما بين 1% في حضر اليابان إلى 28 % في ريف البيرو مع انتشار في أغلب المناطق بنسبة تتراوح من 4% إلى 12%، وبالمثل في دراسة على 19 دولة وُجد أن عنف الشريك الحميم  خلال فترة الحمل يصل إلى نسبة 2%  في أماكن مثل أستراليا والدنمارك وكمبوديا، وتراوحت نسبة أغلبية الدول من 4% إلى 9%.
عدد قليل من الدراسات القائمة على تقديرات مرافق الصحة في بعض البلدان أظهرت نسبة انتشار أكبر بما في ذلك مصر حيث بنسبة بلغت 32%، وبلغت معدلات الانتشار في أفريقيا 40%.
يرتبط العنف خلال فترة الحمل بالعديد من الأشياء مثل:
- الإجهاض
- تأخر الدخول في برامج الرعاية ما قبل الولادة
- ولادة أجنة ميتة
- الولادة المبكرة
- إصابة الجنين
- انخفاض في في وزن الأطفال حديثي الولادة

يمكن أن يتضمن الأمر أيضًا حدوث وفيات للأمهات أثناء الحمل بسبب عنف الشريك الحميم، لكن الربط بينهما لا يلقى ترحيبًا كثيرً عند صانعي السياسات.

### القتل وغيره من الوفيات
أشارت دراسات أجريت في نطاق عدة بلدان أن نسبة تتراوح من 40% إلى 70% من ضحايا القتل من الإناث قُتلن على يد شركائهن أو أخلائهن، وغالبًا يحدث الأمر في سياق العنف، وبالإضافة إلى ذلك وجدت الدراسات أن عنف الشريك الحميم يزيد من خطر الانتحار عند النساء، ويمكن أيضًا أن يزيد من خطر الإصابة بفيروس نقص المناعة، ومن ثم تحدث وفياة مرتبطة بالفيروس.

### آثار العنف على الأطفال
وجدت دراسة عديدة رابط بين عنف الشريك الحميم ضد النساء وبين الكثير من العواقب الاجتماعية والصحية السلبية على الأطفال بما في ذلك القلق، الاكتئاب، قلة التحصيل الدراسي، ونتائج صحية سلبية، وتشير مجموعة كبيرة من الأدلة أن رؤية الأطفال العنف الممارس ضد النساء من أكثر الأسباب التي تجعل الأطفال أكثر ميلًا إلى العنف في حياتهم اللاحقة عندما يدخلون في علاقات حميمة، كما وجدت عدد من الدراسات رابطًا كبيرًا بين عنف الشريك الحميم والاعتداءات الجسدية تجاه الأطفال، وفي بعض البلدان منخفضة التدخل يكون الأطفال أكثر عرضة للوفاة قبل سن الخامسة.

## عنف الشريك الحميم من المنظور الجنساني (الجندري)
أسفرت الدراسات التي أُجريت في السبعينيات والثمانينيات من القرن العشرين على عينات محلية  كبيرة أن المرأة تمارس العنف في العلاقات الحميمة مثل الرجل، وقد تباينت المعلومات المأخوذة من الدراسات السابقة بشكل كبير عن بيانات الشرطة والمستشفيات والملاجئ، ومن هنا بدأت مناقشات طويلة الأمد أُطلق عليها نقاش التماثل بين الجنسين، ويجادل أحد جوانب المناقشة أن الرجال بشكل أساسي هم من يمارسون عنف الشريك الحميم ضد النساء من منظور عدم التكافؤ أوعدم التماثل بين الجنسين، في حين يؤكد الجانب الآخر أن كلا الجنسين يرتكب عنف الشريك الحميم بمعدلات متساوية من منظور التماثل بين الجنسين، ومع ذلك فإن البحوث التي تتعلق بالتماثل بين الجنسين تُعرف بالجوانب اللامتماثلة من عنف الشريك الحميم، وتظهر أن الرجال أكثر عنفًا، وقد انتُقدت المنهجية القديمة التي يتبعها مقياس أساليب الصراع؛ لأنها استبعدت مظهرين مهمين في العنف الجنساني: العدوان بهدف السيطرة، والعدوان الناتج عن الصراع؛ فعلى سبيل المثال تشارك المرأة في عنف الشريك الحميم كشكل من أشكال الدفاع عن النفس أو الانتقام، وقد أظهرت البحوث ان طبيعة العنف الذي ترتكبه المرأة تجاه شريكها يختلف عن العنف الذي يرتكبه الرجل من حيث أنها لاتستخدم العنف من أجل السيطرة، ولا تسبب نفس مستويات الإصابة أو الخوف الذي يسببه الرجل.

### التباين الجندري
بينما يمكن أن يكون ضحايا ومرتكبي عنف الشريك الحميم رجالًا ونساءً على السواء، فإن معظم العنف يقع على النساء، وأيضًا هن أكثر معاناة بسبب الإصابات الناتجة من العنف في العلاقات الجنسية المغايرة أو المثلية، وعلى الرغم أن الرجال والنساء يرتكبون معدلات متساوية من العنف الطفيف الغير مبلغ عنه فيما يسمى بالشجار الظرفي إلّا العديد من الانتهاكات المنزلية يبدو أنها تُرتكب من قِبل الرجال، وتوضح نشرة منهجية نُشرت في مجلة العنف والضحايا في 2008 أنه على الرغم من قلة حالات الشجار الحادة أو العنف الممارس بمعدلات متساوية من قِبل الجنسين إلّا العديد من الاعتداءات الحادة والعنيفة ارتكبها الرجال، وأتى في النشرة أيضًا أن استخدام النساء العنف الجسدي كان بهدف الدفاع عن النفس أو الخوف بينما استخدام الرجال العنف كان بدافع السيطرة، وتشير دراسة منهجية نُشرت عام 2011 في مجلة «الصدمة العنف إساءة المعاملة – TVA» أن الدوافع التي تجعل المرأة ترتكب العنف هي الغضب، والحاجة إلى الاهتمام، أو ردة فعل على عنف الشريك الحميم، وفي دراسة أخرى من نفس العام نُشرت في مجلة السلوك العدواني والعنيف وُجد أن هناك اختلافًا في الأساليب التي يستخدمها الرجال والنساء في الإيذاء، وذكرت أن الرجال يميلون أكثر إلى عض أو خنق شركائهم، بينما النساء تميل أكثر إلى رمي الأشياء على شركائهن أو الصفع أو الركل أو الضرب بشيء ما، ويستند كل ماسبق إلى «مقياس أساليب الصراع – STC» كبديل عن الإصدارات القديمة التي لم تأخذ في الاعتبار السياق الذي يحدث فيه العنف.
انتقد العديد من الباحثين مثل مايكل كيمل منهجية مقياس أساليب الصراع في تقييم العلاقة بين الجنس والعنف المنزلي، ويجادل كيمل حول استبعاد مظهرين مهمين في العنف بين الجنسين كما ذكرنا سابقًا عن العنف بدافع السيطرة والعنف الناتج عن الصراع، ويقول أن مقياس أساليب الصراع فشل في تقييم خطورة الإصابات، والاعتداءات الجنسية، والاعتداءات من شركاء سابقين أو حاليين.
تعاني النساء عمومًا من أشكال أكثر حدة وطويلة الأمد من إيذاء الشريك مقارنة بالرجال، كما يتاح العديد من الفرص للرجال لترك شركائهم من النساء اللاتي يرتكبن العنف، وقد وجد الباحثون نتائج مختلفة بين الرجال والنساء عند الرد على الإيذاء، وتشير دراسة أجريت عام 2012 ونُشرت في مجلة سيكولوجية العنف أن النساء تعاني من عدد مفرط من الإصابات والخوف وإجهاد ما بعد الصدمة كنتيجة مباشرة لعنف الشريك الحميم، كما ذكرت الدراسة أن نسبة بلغت 70% من النساء أعربن عن خوفهن من العنف الذي يرتكبه شركائهن، بينما أعربت نسبة من الرجال تجاوزت 80% عن عدم خوفهم من العنف المُرتكَب ضدهم، وأخيرًا تشير الدراسة إلى أن عنف الشريك الحميم مرتبط بمدى الرضا عن العلاقة بالنسبة للنساء، لكن لا ينطبق الأمر على الرجال.
تشير الإحصائيات الحكومية الصادرة عن وزارة العدل الأمريكية أن مرتكبي العنف من الذكور شكلوا نسبة بلغت 96% من مجمل المحاكمات الفيدرالية الخاصة بالعنف الأسري، وذكر تقرير آخر أصدرته وزارة العدل الأمريكية بشأن العنف الغير مميت في الفترة ما بين عام 2003 وعام 2012 أن 76% من العنف الأسري اُرتكب ضد النساء، والنسبة الباقية كانت ضد الرجال، ووفقًا لمكتب الأمم المتحدة المعني بالجريمة والمخدرات بلغت نسبة النساء اللاتي قُتلن على أيدى أزواجهن أو شركائهن السابقين حوالي 77% في عدة بلدان من جميع أنحاء أوروبا، وتذكر دراسة استقصائية للعنف ضد المرأة أن النساء يتعرضن إلى عنف الشريك الحميم أكثر من الرجال.
على الصعيد العالمي، ينبع ارتكاب الرجال للعنف ضد المرأة من مفاهيم الذكورية، وتسلط النظام الأبوي حيث وجدت دراسة في فيتنام أن 36.6 % من المشاركين يرتكبون أشكالًا من العنف ضد شركائهم بسبب التعليم الاجتماعي القائم على التصنيف الجنساني في طفولتهم، وتدعم الدرسات التي أجريت في الولايات المتحدة الأمريكية  ونيجيريا وجواتيمالا فكرة أن الرجال يتصرفون بعنف ضد شركائهم عندما تتهدد ذكوريتهم عن طريق تغيير الأدوار الجنسانية، وعلاوة على ذلك وجدت دراسة أن الرجال يستخدمون العنف من أجل حل أزمة الهوية الذكورية التي تكون غالبًا بسبب الفقر أو فقدان قدرة  السيطرة على النساء.
يعد العنف أثناء الحمل هو نوع آخر من عنف الشريك الحميم المرتبط بالتفاوت بين الجنسين، وفي دراسة عن النساء الألمانيات وجد ستوكل وجاردنر ان أكثر النساء يفهمن أن الحمل نقطة تحول سلبية في العلاقة؛ لأن الرجال يتصرفون بعنف تجاه شركائهم الحوامل للأسباب التالية: الوضع المالي أو المعيشي الصعب، والالتزام بمسؤوليات العلاقة، وتغيير الأدوار والاحتياجات الجنسية، وتجارب الطفولة السلبية التي خاضها الشريك سابقًا، والغيرة تجاه الطفل الذي لم يولد بعد، والحمل غير المرغوب فيه.

### التماثل الجندري
تندرج النظرية التي تقول أن الرجال والنساء يرتكبون عنف الشريك الحميم بنفس المعدل تحت مسمى التماثل بين الجنسين، وأول دليل تجريبي على النظرية قُدم عام 1975 عن طريق الدراسة الاستقصائية الوطنية للعنف الأسري في الولايات المتحدة الأمركية، وقام بها موراي شتراوس وريتشارد جيليس على عينة محلية مكونة من 2146 أسرة سليمة، ووجدت الدراسة أن 11.6 % من الرجال و 12% من النساء عانوا من عنف الحميم الشريك خلال الأشهر الاثنى عشر الأخيرة، بينما عاني نسبة بلغة 4.6% من النساء من عنف الشريك الحميم في شكل أكثر حدة مقابل نسبة بلغت 3.8% من الرجال.
أدت النتائج السابقة الغير متوقعة إلى صياغة مصطلح مثير للجدل يُسمى متلازمة الرجل المضطرب من قِبل سوزان ستاينميتزفي عام 1977، ومنذ نشر نتائج شتراوس وجيليس شكك باحثون كثيرون في وجود ما يُسمى بالتماثل الجنساني، وجاءت العديد من الدراسات التجريبية الأخرى بداية من عام  1975 مؤيدة لما سبق، وتشير في نفس الوقت إلى أن معدلات ارتكاب العنف ممتماثلة بين الجنسين من حيث الاعتداءات البسيطة والحادة.
يُعتقد أن النتائج السابقة قد تكون بسبب النمط ثنائي الاتجاه من العنف أو العنف المتبادل كما ذكر في دراسة تقول أن 70% من الاعتداءات تنطوي على أعمال العنف المتبادل، ويمكن تبرير التماثل السابق من خلال النتائج التي تشير أن معظم العنف الذي تمارسه النساء يكون بغرض الدفاع عن النفس، لكن دراسات تجريبية عديدة بينت أن عنف الرجال أيضًا كان دفاعًا عن النفس.

## العنف الجنسي
يمتلك مصطلح العنف الجنسي طبيعة جنسانية، أي من الطبيعي أن يحدث في العلاقات المتغايرة والمثلية من أحد طرفي العلاقة ضد الآخر، وعادة ما يرتبط العنف بالجنس القسري أو الاغتصاب الزوجي، لكن العنف الجنسي يشمل اعتداءات أخرى غير مرتبطة بالاغتصاب، وعلى الأرجح يصاحب العنف الجنسي أشكالًا أخرى من العنف الأسري، أو يكون جزءًا من الإيذاء الجسدي حيث تشير الدراسات في الولايات المتحدة والأمريكية أن من 40% إلى 52 % من النساء اللاتي تعرضن للعنف البدني من الشريك الحميم تعرضن أيضًا للإكراه الجنسي من نفس الشريك.
ربما يحدث العنف الجنسي دون اعتداء جسدي من جانب الشريك الحميم، وتشير دراسة أُجريت في الهند على عينة من أكثر من 6000 رجل، أفاد 7% منهم استخدام العنف الجسدي والجنسي ضد زوجاتهم، وبلغ 22% من العينة عن استخدامهم العنف الجنسي دون استخدام العنفي الجسدي، بينما نسبة بلغت 17% أفادوا أنهم استخدموا العنف البدني فقط.
تشير الدراسات إلى أن الاعتداءات الجنسية ليست نادرة في أي منطقة حول العالم، على سبيل المثال أفادت 23% من النساء في شمال لندن أنهن وقعن ضحية محاولة اغتصاب أو اغتصاب كامل من قِبل شركائهن، وقد تم الإبلاغ عن أرقام مماثلة في مناطق أخرى مثل المكسيك، وليون بفرنسا، ونيكاراجوا، ومقاطعة ميدلاندز في زيمبابوي، كما قُدر أيضًا معدل انتشار النساء اللاتي تعرضن لاغتصاب من قبل شركائهن بما في ذلك الاعتدءات في عدد قليل من الدراسات الاستقصائية الوطنية مثل كندا بنسبة  بلغت 8%، وفي الولايات المتحدة الأمريكية كانت النسبة  7.7%.
يلخص الجدول التالي بعض البيانات المتاحة عن انتشار الإكراه الجنسي من جانب الشريك الحميم:
| النسبة المئوية للنساء اللاتي أبلغن عن الاعتداء الجنسي من قِبل شركائهن الدراسات الاستقصائية المختارة بناءً على معلومات من السكان من عام 1989 إلى عام 2000 1989 - 2000 | النسبة المئوية للنساء اللاتي أبلغن عن الاعتداء الجنسي من قِبل شركائهن الدراسات الاستقصائية المختارة بناءً على معلومات من السكان من عام 1989 إلى عام 2000 1989 - 2000 | النسبة المئوية للنساء اللاتي أبلغن عن الاعتداء الجنسي من قِبل شركائهن الدراسات الاستقصائية المختارة بناءً على معلومات من السكان من عام 1989 إلى عام 2000 1989 - 2000 | النسبة المئوية للنساء اللاتي أبلغن عن الاعتداء الجنسي من قِبل شركائهن الدراسات الاستقصائية المختارة بناءً على معلومات من السكان من عام 1989 إلى عام 2000 1989 - 2000 | النسبة المئوية للنساء اللاتي أبلغن عن الاعتداء الجنسي من قِبل شركائهن الدراسات الاستقصائية المختارة بناءً على معلومات من السكان من عام 1989 إلى عام 2000 1989 - 2000 | النسبة المئوية للنساء اللاتي أبلغن عن الاعتداء الجنسي من قِبل شركائهن الدراسات الاستقصائية المختارة بناءً على معلومات من السكان من عام 1989 إلى عام 2000 1989 - 2000 | النسبة المئوية للنساء اللاتي أبلغن عن الاعتداء الجنسي من قِبل شركائهن الدراسات الاستقصائية المختارة بناءً على معلومات من السكان من عام 1989 إلى عام 2000 1989 - 2000 |
| الدولة | مكان الدراسة | العام | حجم العينة | النساء اللاتي تعرضن إلى محاولة اعتداء جنسي أو اعتداء كامل في آخر 12 شهر                                                                                            | النساء اللاتي تعرضن في حياتهن إلى محاولة اعتداء جنسي أو اعتداء جنسي كامل                                                                                           | النساء اللاتي تعرضن في حياتهن إلى اعتداء جنسي كامل |
| --- | --- | --- | --- | --- | --- | --- |
| البرازيل | ساو بالو | 2000 | 941 | 2.8% | 10.1% | |
| البرازيل | بيرنامبوكو | 2000 | 1118 | 5.6% | 14.3% | |
| كندا | دراسة وطنية | 1993 | 12300 | | 8% | |
| كندا | تورنتو | 1991 إلى 1992 | 420 | | 15.3% | |
| تشيلي | سنتياجو | 1997 | 310 | 9.1% | | |
| فنلندا | دراسة وطنية | 1997 إلى 1998 | 7051 | 2.5% | 5.9% | |
| اليابان | يوكوهاما | 2000 | 1287 | 1.3% | 6.2% | |
| إندونيسيا | جاوة الوسطى | 1999 إلى 2000 | 765 | 13% | | 22% |
| المكسيك | درانجو | 1996 | 384 | | 42% | |
| المكسيك | غوادالاخارا | 1996 | 650 | 15% | 23% | |
| نيكا راجوا | ليون | 1993 | 360 | | 21.7% | |
| نيكا راجوا | ماناغوا | 1997 | 378 | | | |
| بيرو | ليما | 2000 | 1086 | 7.1% | 22.5% | |
| بيرو | قوسقو | 2000 | 1534 | 22.9% | 46.7% | |
| بورتريكو | دراسة وطنية | 1993 إلى 1996 | 7079 | | | 5.7% |
| السويد | أوميو | 1991 | 251 | | | 7.5% |
| سويسرا | دراسة وطنية | 1994 إلى 1995 | 1500 | | 11.6% | |
| تايلاند | بانكوك | 2000 | 1051 | 17.1% | 29.9% | |
| تايلاند | ناخوان ساون | 2000 | 1027 | 15.6% | 28.9% | |
| تركيا | شرق وجنوب شرق الأناضول | 1998 | 599 | | | 51.9% |
| المملكة المتحدة | إنجلترا واسكتلندا وويلز | 1988 | 1007 | | | 14.2% |
| المملكة المتحدة | شمال لندن | 1993 | 430 | 6% | 23% | |
| الولايات المتحدة | دراسة وطنية | 1995 إلى 1996 | 8000 | 0.2% | 7.7% | |
| الضفة الغربية وقطاع غزة | دراسة وطنية | 1995 | 2410 | 27% | | |
| زيمبابوي | ميدلاندز | 1996 | 966 | | 25% | |

## العلاج

### العلاج الفردي
تتسم الأساليب المستخدمة في الحد من عنف الشريك الحميم أو الوقاية منه بأهمية قصوى نظرًا لارتفاع معدل انتشاره ونتائجه المدمرة، واتجهت العديد من الدول إلى جعل مرتكبي العنف من الرجال يشاركون في برامج التدخل المضاد؛ لأن الردود الأولية التي تتخذها الشرطة عن طريق الاعتقال من أجل حماية الضحايا من تكرار الاعتداء لا يكفي، وتستند معظم برامج التدخل المضاد على نموذج دولوث، ودمج بعض التقنيات السلوكية المعرفية.

#### نموذج دولوث
يعتبر نموذج دولوث هو النموذج الأكثر شيوعًا لعلاج عنف الشريك الحميم، ويمثل نهجًا نفسيًا وتربويًا تم تطويره من قِبل المهنيين من خلال المعلومات التي جُمعت من المقابلات في الملاجئ مع النساء اللاتي تعرضن للاعتداءات، وباستخدام المبادئ من الأطر النسوية والاجتماعية، وتتلخص النظرية النسوية وراء نموذج دولوث أن الرجال يستخدمون العنف في علاقاتهم من أجل التحكم والسيطرة، ووفقًا لنموذج دولوث تتعرض النساء والأطفال للعنف بسبب وضعهم الاجتماعي والاقتصادي والسياسي غير المتكافئ في المجتمع، ويتم التعامل في نموذج دولوث مع عنف الرجل ضد المرأة في العلاقة الحميمة بينهما ليس باعتباره نابعًا من مرض فردي، بل كشعور مُعزز اجتماعيًا بالاستحقاق.

##### نتائج نموذج دولوث
أظهرت دراسة أمريكية نُشرت عام 2002 تحت رعاية الحكومة الفيدرالية أن مرتكبي العنف الذين أكملوا برنامج دولوث أقل عرضة لتكرير أعمال العنف من غيرهم الذين لم يكملوا البرنامج، لكن دراسة أخرى أجريت عام 2003 من قبل المعهد الوطني الأمريكي للعدالة وجدت أن نموذج دولوث لا يمتلك أي تأثير على مرتكبي العنف، واتضح لاحقًا أن الدراسة ناقصة حيث صرح المعهد الوطني الأمركي للعدالة أن معدلات الاستجابة كانت منخفضة، وكثير من الناس تركوا البرنامج، ولا يمكن العثور على الضحايا لإجراء مقابلات، كما أن الاختبارات التي استخدمت لتقييم مواقف المعتدين تجاه العنف المنزلي  واحتمالية انخراطهم في اعتداءات مستقبلية مشكوك في صحتها.
وجدت دراسة أجريت عام 2005 برئاسة أستاذ العمل الاجتماعي في جامعة إلينوي وخبير برامج التدخل ضد العنف الأسري  لاري بينيت أن من بين برامج التدخل الثلاثين في مقاطعة كوك في إلينوي تم اعتقال 15% من مرتكبي العنف الذين أكملوا البرنامج مقابل 37% من الذين تسربوا من البرنامج، ومع ذلك قال لاري بينيت أن الدراسات لا معنى لها إلى حد كبير؛ لأنها تفتقر مراقبة سليمة، وأضاف أن المشاركين في البرنامج من المرج أن يكون لديهم دوافع أكثر لتحسين سلوكهم، وأقل ميلًا إلى ارتكاب العنف مرة أخرى.
خلصت نشرة أجريت عام 2011 حول فاعلية برامج التدخل ضد العنف الأسري إلى أنه لا توجد أي أدلة تجريبية قوية على فاعلية برامج التدخل ضد العنف الأسري أو أي تفوق نسبي، وكلما كانت طريقة تقييم الدراسات أكثر دقة كلما كانت نتائج بحثهم غير مشجعة، وبشكل عام في برامج التدخل ضد العنف الأسري وعلى وجه الخصوص برنامج دولوث تقترب نسبة نجاحها من الصفر كلما كانت أكثر دقة وصرامة.
أفاد تقرير إخباري عام 2014 أنه لم يحدث أي انتكاسة خلال خمس سنوات لمرتكبي العنف ممن جربوا الاتصال اللاعنفي الذي وضعه مارشال روزنبرج في ستينيات القرن العشرين، أما في برنامج دولوث وصلت نسبة من حدث لهم انتكاسة، واتجهوا مرة أخرى إلى استخدام العنف ضد شركائهم خلال خمس سنوات حوالي 40%.
يرجع صغر نجاح برامج التدخل ضد العنف بشكل أساسي بسبب كون العنف تبادليًا في أكثر الحالات.

##### نقد نموذج دولوث
يتمحور نقد نموذج دولوث حول إصرار البرنامج أن الرجال معتون، يرتكبون العنف؛ لأنهم تم برمجتهم اجتماعيًا في نظام ذكوري يتغاضى عن عنف الذكور، وأن النساء ضحايا، ويرتكبن العنف فقط في حالات الدفاع عن النفس، ويرى بعض النقاد أن البرامج التي تستند على نموذج دولوث تتجاهل الأبحاث التي تربط العنف الأسري بتعاطي المخدرات والمشاكل النفسية مثل اضطرابات التعلق التي تُعزى إلى سوء معاملة الأطفال، أو الإهمال، أو غياب التنشئة الاجتماعية والتدريب الكافي.
يوجه آخرون النقد إلى نموذج دولوث باعتباره يميل أكثر إلى المواجهة بشكل مفرط بدلًا من العلاج، ويركز فقط على محاولة تغيير أفعال وسلوك مرتكبي العنف، ولا يهتم بالتعامل مع القضايا النفسية والعاطفية التي من الممكن أن تكون سبب رئيسي في العنف.
يقول دونالد دوتون، أستاذ علم النفس في جامعة كولومبيا البريطانية الذي درس الشخصيات العنيفة ان نموذج دولوث تم تطويره من قِبل أشخاص لم يفهموا أي شيء عن العلاج، ويشير أيضًا إلى أن العلاقات الجنسية المثلية بين النساء يسودها العنف أكثر من العلاقات المتغايرة جنسيًا، ويصرح فيليب دبليو كوك أن النظام الذكوري يكون غائبًا في حالات العنف التي تحدث داخل العلاقات المثلية بين الإناث، وفي الحقيقة نسبة التبليغ عن حالات العنف في العلاقات المثلية بين الإناث أكثر مرتين من حالات العنف بين الذكور في العلاقات المثلية، وعلاوة على ذلك يشير النقاد إلى أن النموذج يتجاهل حقيقة أن المرأة غالبًا ما ترتكب العنف في العلاقات الحميمة.
مقابل ما سبق من النقد، يمدح مؤيدو نموذج دولوث كل البرامج التي تستند عليه؛ لأنه فعال، ويستطيع أن يستفيد بشكل كبير من المصادر الشحيحة الخاصة بعنف الشريك الحميم، ومع ذلك كتبت الناشطة إلين بنس التي قامت بتأسيس نموذج دولوث على نطاق واسع:
من خلال  تحديد أن الحاجة أو الرغبة في القوة كانت الدافع المحرك وراء العنف، أنشأنا إطارًا مفاهيميًا لم يتناسب في الواقع مع الحياة التي يعيشها العديد من الرجال والنساء ممن نتعامل معهم، ولا يزال طاقم برامج التدخل ضد العنف الأسري متحمسين رغم الاختلاف في نظريتنا، والتجارب الفعلية لمن نعمل معهم[ … ].

#### تقنيات علاجية أخرى

##### العلاج السلوكي المعرفي
لا يعتمد المعالجين فقط على برامج نموذج دولوث حيث يتجهون إلى تقنيات أخرى مثل العلاج السلوكي المعرفي الذي يركز على على العيوب المعرفية، والمعتقدات والعواطف الخاطئة لمنع السلوك العنيف في المستقبل، ويشمل العلاج مهارات تدريب مثل إدارة الغضب، وتقنيات الاسترخاء.

##### تحقيق التغيير عبر السلوك القائم على الأخلاق
طورت إيمي زارلينج وزملاؤها في جامعة ولاية أيوا برنامجًا يستند على علاج القبول والالتزام كنسخة جديدة من علاج تحقيق التغيير عبر السلوك القائم على الأخلاق، وتهدف منه إيمي إلى تعليم المعتدين الوعي الظرفي بمعنى الاعتراف والتعاطف مع أي مشاعر غير مريحة من أجل مساعدة أنفسهم في التوقف عن أي سوء معاملة يصدر خلال نوبات الغضب.
أظهرت الأدلة الأولية من برنامج تحقيق التغيير عبر السلوك القائم على الأخلاق نتائج واعدة حيث مقارنة بطرق العلاقة السابقة مثل نموذج دولوث، أو العلاج السلوكي المعرفي.

### العلاج المشترك
تظهر بعض التقديرات أن حوالي نصف الأزواج الذين يعانون من عنف الشريك الحميم ينخرطون في شكل من أشكال العنف المتبادل، ومع ذلك تعتمد معظم تقنيات العلاح على تقديم المساعدة أو تقديم العلاج لكل طرف من طرفي العلاقة الحميمة بشكل منفصل، بالإضافة إلى ذلك يقرر العديد من الأزاج الذي يعانون من عنف الشريك الحميم البقاء معًا، ومن ثم يمكن للأزواج السابقين تجربة العلاج الأسري كعلاج مشترك بين طرفي العلاج، وفي الحقيقة نسبة تتراوح بين 37% إلى 58% من الأزواج الذين يسعون إلى علاج العيادات الخارجية المنتظمة عانوا من اعتداء جسدي في العام الماضي، وفي هذه  الحالات يواجه الأطباء السريريون تحديًا حيث يجب عليهم أن يقرروا إذا ما كانوا سيعالجون أو يرفضون الحالات السابقة، وعلى الرغم أن استخدام العلاج المشترك في حالات عنف الشريك الحميم موضع جدل وخلاف؛ لأنه قد يشكل خطرًا على الضحايا، ويحتمل أن يتصاعد الأمر إلى اعتداءات جسدية؛ إلّا أن من المفيد أن يستخدم في حالات معينة حيث ينصح به في حالات العنف الظرفي بين الزوجين، ويدعو العلماء والباحثون في هذا المجال إلى محاولة تكييف برامج التدخل ضد عنف الشريك الحميم مع الأنواع المختلفة من العنف، والأشخاص داخل البرامج المختلفة.

#### العلاج الزوجي السلوكي
العلاج الزجي السلوكي هو منهج معرفي سلوكي، وعادة ما يتم تطبيقه على مرضى العيادات الخارجية في ش كل حلسات يتراوح عددها من 15 إلى 20 جلسة على مدى عدة أشهر، وتشير الأبحاث إلى أن استخدام العلاج الزوجي السلوكي يكون فعالًا في حالات عنف الشريك الحميم عندما ستخدم لحالات الإدمان المشترك، وهو عمل مهم لأن عنف الشريك الحميم، وإساءة استعمال المواد المخدرة كثيرًا ما تحدث معًا.

#### برنامج احتواء الصراعات الأسرية
يُعد برنامج احتواء الصراعات الأسرية من أهم أنواع العلاج المشترك في حالات العنف الحميم، وهو برنامج منظم بدقة ويستند على مهارات تهدف إلى تعليم الأزواج كيفية احتواء صراعاتهم.

#### علاج اعتداء الأزواج الجسدي
علاج علاج اعتداء الأزواج الجسدي هو نسخة معدلة من برنامج احتواء الصراعات الأسرية، ويشتمل على عناصر نفسية تعليمية تم تصميمها من أجل تحسين جودة العلاقة بين الأزواج، بالإضافة إلى أشياء مثل مهارات الاتصال، وأساليب المواجهة العادلة، والتعامل مع الاختلافات الجندرية، والجنس، والغيرة.

#### علاج العنف الأسري الخاص بالأزواج
أخيرًا، يهدف علاج العنف الأسري الخاص بالأزواج إلى إنهاء عنف الشريك الحميم؛ بالإضافة إلى بعض الأهداف الأخرى مثل مساعدة الأزواج على تحسين علاقاتهم، والعلاج مصمم بحيث يتم إجراؤه على مدى 18 أسبوع، ويمكن تطبيقه في صورة مجموعة فردية أو مجمعة متعدد الأزواج.